# Bailieborough
Bailieborough (auch Bailieboro; irisch Coill an Chollaigh;, dt.: „Wildschwein-Wald“) ist eine Stadt im County Cavan im nordöstlichen zentralen Binnenland der Republik Irland.

## Der Ort
Der irische Name des Ortes Coill an Chollaigh geht auf die Zeit vor der Plantation of Ulster zurück, mit deren Beginn zu Anfang des 17. Jahrhunderts auch die Geschichte der heutigen Stadt Bailieborough ihren Anfang nimmt. William Bailie, ein schottischer Siedler, erhielt unter der Plantation im Jahr 1610 ein Areal von 4 km², auf dem er das (1918 bei einem Brand weitgehend zerstörte) Bailieborough Castle nahe der heutigen Stadt Bailieborough errichten und eine Anzahl schottischer Familien sich hier ansiedeln ließ. Darauf Bezug nehmend, feierte Bailieborough im Jahr 2010 sein 400-jähriges Bestehen, wobei eine nennenswerte Entwicklung der Stadt jedoch erst seit dem 19. Jahrhundert einsetzte.

## Verkehr und Demografie
Bailieborough ist eine ländliche Mittelpunktstadt, in der mit der R165, R178 und der R191 drei Regionalstraßen zusammentreffen; die Stadt liegt 12 km nordöstlich der Nationalstraße N3 bei Virginia.
Die Einwohnerzahl von Bailieborough wurde beim Census 2022 mit 2974 Personen ermittelt. Sie hat sich damit in den letzten dreißig Jahren nahezu verdoppelt.

## Persönlichkeiten
- John Young, 1. Baron Lisgar (1807–1876), von 1831 bis 1855 für das Co. Cavan im House of Commons
- Edward Clarke (1850–1905), kanadischer Journalist und Politiker
- Cillian Sheridan (* 1989), irischer Fußballspieler
- Leanne Kiernan (* 1999), irische Fußballspielerin